# Daniela Landgraf
Daniela Landgraf (* 1972 als Daniela Göhle, auch Daniela Busse) ist eine deutsche Moderatorin, Autorin und Motivationsrednerin zu Themen wie Selbstwert und mentale Stärke, Finanzen und pferdgestützem Training.

## Leben
Daniela Landgraf beschäftigt sich vor allem mit den Themen Selbstwert und mentale Stärke infolge Ihrer eigenen Lebensgeschichte. Sie leidet am Tourette-Syndrom und erfuhr, wie Selbstzweifel und Minderwertigkeitskomplexe dem Lebensglück entgegenstehen können.
Sie war zunächst in der Finanzbranche tätig und arbeitete fast 30 Jahre als Beraterin, Vertriebsleiterin, Dozentin, Trainerin, Coach und als IHK-Prüferin. Qualifikationen erhielt sie zur Finanzfachwirtin (IHK), Betriebswirtin, Personal Coach (IHK), Train the Trainer (IHK), Heilpraktikerin für Psychotherapie, Professional Speaker GSA (SHB). Seit einigen Jahren coacht sie auch Führungskräfte und Mitarbeiter aus anderen Branchen und hält Impulsvorträge.
Sie ist Autorin von 14 Büchern (Stand 2022). Seit 2020 schult sie auch Autoren dabei, Bücher zu schreiben.
Sie war in Funk und Fernsehen zu Gast, außerdem veröffentlichte Daniela Landgraf Artikel zu ihren Themenbereichen.

## Publikationen
- Fachmann/Fachfrau für Immobiliardarlehensvermittlung IHK: Vorbereitung auf die IHK-Sachkundeprüfung für die Immobiliardarlehensvermittlung nach § 34i GewO, Haufe Verlag 2016, ISBN 978-3-648-13816-8 (Mitautorin)
- Das neue Recht der Immobiliardarlehensvermittlung: Aktuelles Know-how für Immobiliardarlehensvermittler nach §34i, Haufe Verlag 2016, ISBN 978-3-648-08178-5
- Die Wohnimmobilienkreditrichtlinie: Ärgerlich, überflüssig oder doch nützlich?, Sorriso-Verlag 2017, ISBN 978-3-946287-23-0
- Selbstwert ist Geld wert! Doch was bist Du Dir wert? Eine Anleitung, um von Ihnen heraus zu leuchten, Jünger Medien Verlag 2018, ISBN 978-3-7664-9956-1
- Raus aus der Krise – Rein ins Leben. Der Weg zur mentalen, inneren Stärke, Jünger Medien Verlag 2019, ISBN 978-3-7664-9960-8
- Impulse für erfolgreiches Netzwerken: 9 Impulse für professionelles Netzwerken im privaten und beruflichen Bereich, Jünger Medien Verlag 2019, ISBN 978-3-7664-9958-5 (Mitherausgeberin)
- Starker Selbstwert – Starkes Unternehmen, ASV Verlag 2020, ISBN 979-8-7973-7392-6
- Krisen meistern: Stärken erkennen – Kraft für Neues, Haufe Verlag 2020
- Mentale Stärke gewinnen, Haufe Verlag 2021, ISBN 978-3-648-14782-5
- Praxisbuch tiergestütztes Training und Coaching, Beltz Verlag 2021, ISBN 978-3-407-36727-3
- Aufstellungsarbeit im Coaching: Wie Sie erfolgreich mit Symboltieren arbeiten, Schäffer-Poeschel Verlag 2021, ISBN 978-3-7910-5116-1
- Das Selbstwert-Lexikon: mit mehr als 100 Übungen zur Stärkung des Selbstwertgefühls für mehr Erfolg, Zufriedenheit und Glück im Leben, Tredition 2021, ISBN 978-3-347-29179-9
- Beratung in der Finanzbranche: Wie sich der Vertrieb von Finanzprodukten zukunftsfähig macht, Springer Gabler Verlag 2022, ISBN 978-3-658-34950-9
- Immobilien als Kapitalanlage clever finanzieren, Walhalla Verlag 2022, ISBN 978-3-8029-4158-0